# Zygaspis nigra
Zygaspis nigra là một loài bò sát trong họ Amphisbaenidae. Loài này được Broadle mô tả khoa học đầu tiên năm 1969.